# Presidente del consiglio regionale (Francia)
Di seguito è riportato l'elenco degli attuali presidenti dei consigli regionali della Francia.
Tutte le regioni della Francia metropolitana sono rappresentate da un consiglio regionale, che esercita i poteri deliberativi, con i rispettivi presidenti che sono eletti dai e tra i membri del consiglio stesso per guidare l'esecutivo; l'Assemblea della Corsica è l'unica eccezione (per questa regione esiste un Consiglio esecutivo separato). Nella Francia d'oltremare, le istituzioni locali variano nelle cinque regioni.

## Presidenti in carica
| Regione                     | Presidente | Presidente                                                          | Partito | Partito | Dal              |
| --------------------------- | ---------- | ------------------------------------------------------------------- | ------- | ------- | ---------------- |
| Alvernia-Rodano-Alpi        |            | Fabrice Pannekoucke                                                 |         | LR      | 5 settembre 2024 |
| Borgogna-Franca Contea      |            | Marie-Guite Dufay                                                   |         | PS      | 4 gennaio 2016   |
| Bretagna                    |            | Loïg Chesnais-Girard                                                |         | DVG     | 22 giugno 2017   |
| Centro-Valle della Loira    |            | François Bonneau                                                    |         | PS      | 7 settembre 2007 |
| Corsica                     |            | Marie-Antoinette Maupertuis Presidente dell'Assemblea della Corsica |         | FaC     | 1° luglio 2021   |
| Corsica                     |            | Gilles Simeoni Presidente del Consiglio esecutivo della Corsica     |         | FaC     | 17 dicembre 2015 |
| Grand Est                   |            | Franck Leroy                                                        |         | DVD     | 30 dicembre 2022 |
| Guadalupa                   |            | Ary Chalus                                                          |         | GUSR    | 18 dicembre 2015 |
| Guyana francese             |            | Gabriel Serville Presidente dell'Assemblea della Guyana francese    |         | Péyi G  | 2 luglio 2021    |
| Alta Francia                |            | Xavier Bertrand                                                     |         | LR      | 4 gennaio 2016   |
| Île-de-France               |            | Valérie Pécresse                                                    |         | LR      | 18 dicembre 2015 |
| Martinica                   |            | Lucien Saliber Presiente dell'Assemblea della Martinica             |         | DVG     | 2 luglio 2021    |
| Martinica                   |            | Serge Letchimy Presidente del Consiglio esecutivo della Martinica   |         | PPM     | 2 luglio 2021    |
| Mayotte                     |            | Ben Issa Ousséni Presidente del Consiglio dipartimentale di Mayotte |         | LR      | 1° luglio 2021   |
| Normandia                   |            | Hervé Morin                                                         |         | LC      | 4 gennaio 2016   |
| Nuova Aquitania             |            | Alain Rousset                                                       |         | PS      | 4 gennaio 2016   |
| Occitania                   |            | Carole Delga                                                        |         | PS      | 4 gennaio 2016   |
| Paesi della Loira           |            | Christelle Morançais                                                |         | HOR     | 19 ottobre 2017  |
| Provenza-Alpi-Costa Azzurra |            | Renaud Muselier                                                     |         | RE      | 15 maggio 2017   |
| La Riunione                 |            | Huguette Bello                                                      |         | PLR     | 2 luglio 2021    |